# آدیلتون (بازیکن فوتبال، زاده ۱۹۷۹)
آدیلتون (انگلیسی: Adaílton؛ زادهٔ ۲۶ دسامبر ۱۹۷۹) بازیکن فوتبال اهل برزیل است.
از باشگاه‌هایی که در آن بازی کرده‌است می‌توان به باشگاه فوتبال نانسی و باشگاه فوتبال کریسیوما اشاره کرد.